# Inštitut za slovenski jezik Frana Ramovša
Inštitut za slovenski jezik Frana Ramovša ZRC SAZU (kratica ISJFR) je nacionalna ustanova za slovenistične jezikoslovne raziskave pri Znanstvenoraziskovalnem centru Slovenske akademije znanosti in umetnosti v Ljubljani.
Kot Inštitut za slovenski jezik pri SAZU je bil jeseni leta 1945 ustanovljen za raziskave slovenskega jezika, za zbiranje slovenskega jezikovnega gradiva in za pripravljanje temeljnih del o slovenskem jeziku. Inštitutske naloge je določil Fran Ramovš, ki je bil do smrti leta 1952 prvi vodja inštituta. Od leta 1986 se inštitut imenuje po njem. Od leta 1982 je eden inštitutov ZRC SAZU.

## Organizacijska sestava
Inštitut je razdeljen na šest oddelkov in jezikovnotehnološki razvojni center:
- Oddelek za leksikologijo
- Oddelek za dialektologijo
- Oddelek za etimologijo in onomastiko
- Oddelek za zgodovino slovenskega jezika
- Oddelek za terminologijo
- Oddelek za pravopis
- Jezikovnotehnološki razvojni center (JetRCe)

### Predstojniki
- Fran Ramovš (1945 – 1952)
- Ivan Grafenauer (1952 – 1958)
- Milan Grošelj (1958 – 1962)
- Bratko Kreft (1962 – 1982)
- Franc Jakopin (1983 – 1989)
- Vladimir Nartnik (1989 – 1992)
- Varja Cvetko Orešnik (1992 – 2008)
- Marko Snoj (2008 – 2018)
- Kozma Ahačič (2018 – )

## Pomembnejša dela
- Slovar slovenskega knjižnega jezika 1 – 5 (1970 – [1991) (1997  elektronska izdaja)
- Slovar slovenskega knjižnega jezika 2 (2014)
- Slovenski pravopis 1950, 1962, 2001 (2003 elektronska izdaja)
- Slovar novejšega besedja (2012)
- Milena Hajšek-Holz, Primož Jakopin, Odzadnji slovar slovenskega jezika (1996)
- Besedišče slovenskega jezika z oblikoslovnimi podatki 1 – 2 (1987), 1998 (2000 elektronska izdaja)
- Andreja Žele: Vezljivostni slovar slovenskih glagolov (s cedejem) (2008)

- France Bezlaj: Slovenska vodna imena 1 – 2 (1956 – 1961)
- France Bezlaj: Začasni slovar slovenskih priimkov (1974)
- France Bezlaj (s prispevki Metke Furlan, Marka Snoja in Simone Klemenčič): Etimološki slovar slovenskega jezika 1 – 5 (1976–2007)
- France Bezlaj: Zbrani jezikoslovni spisi 1 – 2 (2003)
- Marko Snoj: Etimološki slovar slovenskih zemljepisnih imen (2009)

- Marko Snoj: Slovenski etimološki slovar (1997, 2003)

- Jože Stabej: Slovensko-latinski slovar po: Matija Kastelec  –  Gregor Vorenc, Dictionarium Latino-Carniolicum (1680 – 1710) (1997)
- Vilko Novak: Slovar stare knjižne prekmurščine (2006)

- Marjeta Humar idr.: Papirniški terminološki slovar (1996)
- Pravni terminološki slovar: do 1991, gradivo (1999)
- Planinski terminološki slovar (2002)
- Gemološki terminološki slovar (2005)
- Geografski terminološki slovar (2005)
- Geološki terminološki slovar (2006)
- Slovenski tehniški slovar (A – B) (2007)
- Gledališki terminološki slovar (2007)
- Čebelarski terminološki slovar (2008)

- Jakob Rigler: Južnonotranjski govori (1963)
- Ivan Tominec: Črnovrški dialekt: kratka monografija in slovar (1964)
- Jakob Rigler: Zbrani spisi 1: jezikovnozgodovinske in dialektološke razprave (2001)

Inštitut izdaja tudi reviji Jezikoslovni zapiski (od leta 1991) in Slovenski jezik/Slovene Linguistic Studies (od leta 1997) (to v sozaložništvu z Univerzo v Kansasu).